# Greatest Hits Live: Vancouver 1986
Greatest Hits Live: Vancouver 1986 è un album dal vivo del cantautore scozzese Donovan, pubblicato nel 2001.

## Tracce
Testi e musiche di Donovan Leitch, eccetto dove indicato.
1. Josie – 3:47
2. Catch the Wind – 3:18
3. Isle of Islay – 5:17
4. Sunshine Superman – 3:49
5. Hey Gyp (Dig the Slowness) – 2:34
6. Universal Soldier – 3:57 (Buffy Sainte-Marie)
7. Laléna – 2:58
8. Jennifer Juniper – 2:47
9. Hurdy Gurdy Man – 5:00
10. Happiness Runs – 4:22
11. The Little Tin Soldier – 3:50 (Shawn Phillips)
12. Mellow Yellow – 2:50
13. Atlantis – 2:57
14. There Is a Mountain – 2:35

Tracce Bonus
1. Sailing Homeward – 3:27
2. Mr. Flute Man – 2:08
3. Young Girl Blues – 5:11
4. Only to Be Expected – 2:38